# Yannick Hornez
 (janvier 2025).
Yannick Hornez est un clown, magicien, auteur, journaliste, poète, animateur télé et critique gastronomique français né le 10 janvier 1961 à Douai.

## Biographie

### Enfance et formation
Yannick Hornez passe toute son enfance à Dechy, un petit village minier près de Douai. Son père est cuisinier et restaurateur. Son grand-père, mineur de fond d'origine tchèque, lui fera aimer les clowns.

### Parcours
Il propose un spectacle de clowns depuis plus de trente ans, Cracra & Momo,oú il incarne le rôle de l'Auguste.
Depuis 2001, il organise régulièrement au Théâtre municipal de sa ville : Douai, un spectacle au profit d'associations caritatives, où il invite ses amis artistes, David Larible, les Rossyann, Pierre Etaix, Les Chickies, Toto Chabri, Buffo, Casimir, Gerard Majax, Gaëtan Bloom, Boris Wild, Rémy Bricka… Ses affiches de spectacle et d'évènements  sont la plupart du temps réalisées par des auteurs de bande dessinée : Boucq, Schuiten, Margerin, Ferrandez… 
Il anime chaque semaine depuis 17 avril 2009 une chronique sur Wéo la chaîne de télévision du Nord-Pas-de-Calais.
Il participe à la revue Nordway depuis sa création en 2009, en réalisant un portrait de cuisinier chaque mois.
Il est à l'origine de la création du Calendrier des chefs,,, rassemblant des cuisiniers de la région Nord depuis 2012. Son livre Les bonnes recettes des grands chefs du Nord et du Pas-de-Calais, éd. pourparler, préfacé par Stéphane Derenoncourt, a été épuisé en 4 mois et a été réédité, corrigé et augmenté fin 2013,,. Depuis le 4 septembre 2013 et jusqu'en janvier 2017, il anime une chronique culinaire hebdomadaire sur la radio Mona FM. Fin 2013, Yannick Hornez et ses amis décident mettre en valeur la gastronomie lilloise avec la création de deux nouvelles associations Les Vignes en Nord, pour les amoureux du vin et Mange, Lille,, pour les gastronomes. Il est à nouveau présent sur les ondes à la rentrée 2014 pour une émission hebdomadaire culinaire, Toc Toques qui parle de la gastronomie du plat pays. Le 27 novembre 2014 marque le début de sa nouvelle association, Les Vignes à Part, dont l'objectif est de réunir ses trois passions : les arts, le vin et la gastronomie. Nouvelle émission hebdomadaire  à partir de mars 2015 : Cuisine en Nord.
En février 2017, Il entame une collaboration quotidienne avec le journal La Voix du Nord pour une chronique culinaire"Yannick Hornez passe à table".
Apres 30 ans de collaboration, Il accepte de monter une dernière fois sur scène, avec son partenaire pour assurer la première partie du spectacle de son ami le clown des clowns David Larible, lors de sa venue en France en février 2017.
Un nouveau livre de cuisine, préfacé par Jacques Bonnaffé, est proposé aux lecteurs, le 17 mai 2018, rassemblant les recettes d’enfance de Yannick aux éditions La Voix ,,.
En mai 2019, les éditions de la Voix du Nord proposent un nouvel ouvrage, préfacé par Michel Quint, avec Yannick Hornez à l'écriture et Thomas Muselet à la photographie qui rassemble 64 recettes de dessert des Hauts-de-France.
En septembre 2020, les éditions leslumièresdelaville proposent un nouveau livre de Yannick Hornez : Les chroniques d'un clown gourmand qui rassemble les « historiettes » publiées mensuellement dans  Nordway  et ensuite quotidiennement dans la Voix du Nord. En novembre 2020, les éditions leslumièresdelaville proposent un autre livre de Yannick Hornez prefacé par  Jacques Hardoin  et illustré par  Francois Boucq  : 365 recettes pour bien se regaler toutes l'année,.
En 2022 un nouveau livre de trente-trois poèmes poèmes illustrés chez le même éditeur, préfacé par Annie Degroote et illustré par l'artiste plasticienne Dom Dewalles,,.
Le 5 février 2023, avec son nouveau partenaire Chabre, Yannick remonte sur scène, comme invité d'honneur du premier Mondial des clowns et du cirque de Firminy.
Yannick Hornez est fait citoyen d’honneur de la ville de Dechy lors des vœux du Maire, Jean-Michel Szatny à la population le 6 janvier 2024. Yannick a profité de cette occasion pour évoquer avec émotion son enfance heureuse dans la commune minière de sa jeunesse.

## Publications
- Les bonnes recettes des grands chefs du Nord et du Pas-de-Calais, éd. pourparler, 2012. Livre de cuisine.
- Les bonnes recettes des grands chefs du Nord et du Pas-de-Calais, réédition augmentée, 2013. Livre de cuisine.
- Le calendrier des chefs 2012, éd. Le clown gourmand, Calendrier de cuisine.
- Le calendrier des chefs 2013, éd. Le clown gourmand, Calendrier de cuisine.
- Le calendrier des chefs 2014, éd. Le clown gourmand, Calendrier de cuisine.
- Le calendrier des chefs 2015, éd. Le clown gourmand, Calendrier de cuisine.
- Le calendrier des chefs 2016, éd. Le clown gourmand, Calendrier de cuisine.
- L'agenda des chefs du plat pays 2017, éd. Les Vignes à part.
- Secrets de cuisine tome 8, La Voix du Nord Hors-Series 2017.
- Les grandes recettes des Hauts-de-France, éd. La Voix, 2018. Livre de cuisine.
- Hauts-de-France, nos desserts gourmands, éd. La Voix, 2019. Livre de cuisine.
- 365 recettes pour bien se régaler toute l'année, éd. leslumièresdelaville, 2020. Livre de cuisine.
- Les chroniques d'un clown gourmand, éd. leslumièresdelaville, 2020.
- Petits poèmes pour ceux que j'aime, éd. Poètes  vos papiers..., 2021.
- Nouveaux poèmes pour ceux que j'aime, éd. Poètes vos papiers..., 2022.
- Poèmes illustrés, éd. Poètes vos papiers..., 2022.